# Liste der Kulturdenkmale in Tolk
In der Liste der Kulturdenkmale in Tolk sind alle Kulturdenkmale der schleswig-holsteinischen Gemeinde Tolk (Kreis Schleswig-Flensburg) aufgelistet (Stand: 14. April 2025).
Die Bodendenkmale sind in der Liste der Bodendenkmale in Tolk aufgeführt.

## Legende
In den Spalten befinden sich folgende Informationen:
- Objekt-ID: die Nummer des Kulturdenkmales
- Lage: die Adresse des Kulturdenkmales und die geographischen Koordinaten. Kartenansicht, um Koordinaten zu setzen. In der Kartenansicht sind Kulturdenkmale ohne Koordinaten mit einem roten Marker dargestellt und können in der Karte gesetzt werden. Kulturdenkmale ohne Bild sind mit einem blauen Marker gekennzeichnet, Kulturdenkmale mit Bild mit einem grünen Marker.
- Offizielle Bezeichnung: Bezeichnung des Kulturdenkmales
- Beschreibung: die Beschreibung des Kulturdenkmales
- Bild: ein Bild des Kulturdenkmales

## Sachgesamtheiten
| Objekt-ID | Lage                                                            | Offizielle Bezeichnung | Beschreibung | Bild                             |
| --------- | --------------------------------------------------------------- | ---------------------- | --- | -------------------------------- |
| 40992     | Alte Dorfstraße 2, Pastoratsweg 3 (54° 34′ 41″ N, 9° 38′ 23″ O) | Kirche Tolk            | Aktualisierung vorgesehen - Begründung: geschichtlich, künstlerisch, städtebaulich, Kulturlandschaft prägend - Schutzumfang: Kirche mit Ausstattung, Kirchhof, Grabmale bis 1870, Kirchhofspforten, Kirchhofsallee, Feldsteinwälle bzw. -böschungsmauern (Alte Dorfstraße 2); Pastorat (Pastoratsweg 3) | weitere Fotos \| Fotos hochladen |

## Bauliche Anlagen
| Objekt-ID     | Lage                                             | Offizielle Bezeichnung | Beschreibung | Bild                             |
| ------------- | ------------------------------------------------ | ---------------------- | --- | -------------------------------- |
| 5141 Wikidata | Alte Dorfstraße 2 (54° 34′ 41″ N, 9° 38′ 24″ O)  | Kirche mit Ausstattung | Alteintragung (Aktualisierung vorgesehen) - Begründung: geschichtlich, künstlerisch, städtebaulich - Schutzumfang: gesamtes Objekt - Denkmaltyp: Bauliche Anlage, Sachgesamtheit: Kirche Tolk | weitere Fotos \| Fotos hochladen |
| 7609          | Alte Dorfstraße 31 (54° 34′ 55″ N, 9° 37′ 58″ O) | Wohnhaus               | Wohnhaus; 1910, von Wilhelm Jensen; freigestellter, zweigeschossiger Putzbau mit pfannengedecktem Satteldach, kleinem Frontgiebel über dem Mitteleingang, Stuckgliederung, im Osten breiter eingeschossiger Rückflügel mit Kurzwalm - Schutzumfang: Wohnhaus - Begründung: Geschichtlich, Künstlerisch, Kulturlandschaftlich | BW                               |

## Gründenkmale
| Objekt-ID | Lage                                            | Offizielle Bezeichnung | Beschreibung | Bild            |
| --------- | ----------------------------------------------- | ---------------------- | --- | --------------- |
| 26405     | Alte Dorfstraße 2 (54° 34′ 42″ N, 9° 38′ 23″ O) | Kirchhof               | Alteintragung (Aktualisierung vorgesehen) - Begründung: geschichtlich, Kulturlandschaft prägend - Schutzumfang: Kirchhof, Grabmale bis 1870, Kirchhofspforten, Kirchhofsallee, Feldsteinwälle bzw. -böschungsmauern - Denkmaltyp: Gründenkmal, Sachgesamtheit: Kirche Tolk | Fotos hochladen |

## Quelle
- Liste der Kulturdenkmale in Schleswig-Holstein – Kreis Schleswig-Flensburg

- Karte mit allen Koordinaten:
- OSM |
- WikiMap